# كريس ستيفنز (سياسي)
كريس ستيفنز (بالإنجليزية: Christopher Stephens)‏ هو نقابي وسياسي بريطاني، ولد في 20 مارس 1973 في غلاسكو في المملكة المتحدة. حزبياً، نشط في الحزب القومي الاسكتلندي. في الانتخابات العامة في المملكة المتحدة 2015، انتخب عضو برلمان المملكة المتحدة الـ56 عن دائرة غلاسكو الجنوبية الغربية وقد انضم خلال فترته النيابية ‏ (8 مايو 2015 – 3 مايو 2017)  للكتلة البرلمانية الحزب القومي الاسكتلندي وفي الانتخابات التشريعية البريطانية 2017، انتخب عضو برلمان المملكة المتحدة الـ57 عن دائرة غلاسكو الجنوبية الغربية وقد انضم خلال فترته النيابية ‏ (8 يونيو 2017 – )  للكتلة البرلمانية الحزب القومي الاسكتلندي.